# 福绵区
福绵区是中国广西壮族自治区玉林市下辖的一个市辖区，位于玉林市西部，1997年设立福绵管理区，代管玉州区6镇，2013年6月，经国务院批准，正式设立玉林市福绵区。
福绵区总面积787平方公里，2010年，全区国内生产总值为45.6亿元。

## 行政区划
福绵区下辖6个镇：
福绵镇、成均镇、樟木镇、新桥镇、沙田镇和石和镇。

## 人口
根据(广西壮族自治区)玉林市第七次全国人口普查主要数据公报显示：福绵区常住人口为318709人，男性人口占比53.96%，女性人口占比46.04%，年龄结构中0-14岁占比26.44%，15-59岁占比56.26%，60岁以上占比17.3%，65岁以上占比12.89%。

## 交通

### 公路
- 呼北高速、 241国道

### 航空
- 玉林福绵機場